# Людвінув (Буський повіт)
Людвінув (пол. Ludwinów) — село в Польщі, у гміні Солець-Здруй Буського повіту Свентокшиського воєводства.
Населення — 68 осіб (2011).
У 1975-1998 роках село належало до Келецького воєводства.

## Демографія
Демографічна структура на день 31 березня 2011 року:
|          | Загалом | Допрацездатний вік | Працездатний вік | Постпрацездатний вік |
| -------- | ------- | ------------------ | ---------------- | -------------------- |
| Чоловіки | 36      | 9                  | 25               | 2                    |
| Жінки    | 32      | 4                  | 18               | 10                   |
| Разом    | 68      | 13                 | 43               | 12                   |